# Wouter Johannes van Troostwijk
Pour les articles homonymes, voir Troostwijk.
 (septembre 2020).
Si vous disposez d'ouvrages ou d'articles de référence ou si vous connaissez des sites web de qualité traitant du thème abordé ici, merci de compléter l'article en donnant les références utiles à sa vérifiabilité et en les liant à la section « Notes et références ».
Wouter Johannes van Troostwijk (né le 28 mai 1782 à Amsterdam, où il est mort le 20 septembre 1810) est un peintre et graveur néerlandais. La plupart de ses œuvres sont des paysages avec du bétail ou des paysages urbains.

## Biographie
Wouter van Troostwijk est né du deuxième mariage de son père Adriaan van Troostwijk, connu depuis 1770 sous le nom de Paets van Troostwijk, avec Catharina Maria Doude. Il a un demi-frère et une demi-sœur et deux frères. Son père associé dans le commerce de drap de son beau-père, transfère la gestion quotidienne de cette entreprise à un gérant en 1782 pour se consacrer pleinement à son véritable intérêt: la chimie. À cette époque, il a déjà plusieurs publications scientifiques à son nom. Les expériences chimiques ont eu lieu dans sa maison sur le Nieuwendijk.
Wouter grandit à Amsterdam dans un environnement familial intellectuel. Le mathématicien, astronome et navigateur Pieter Nieuwland fréquente sa maison, et le jeune Wouter apprend avec lui les rudiments de la perspective, tandis que son père lui apprend la physique. Jeronimo de Vries, un ami de la famille, raconte qu'il a montré très tôt un talent artistique. Ses premiers travaux datés montrent qu'il était rapidement capable de travailler de manière autonome: quelques études animales de 1802, avec des formes de base simples et des contours clairs.
Il reçoit ses premiers cours de dessin à la maison avec l'artiste Anthony Andriessen, et apprend la peinture avec son frère Jurriaan Andriessen, un peintre de papier peint connu. Le 5 octobre 1803, il s'inscrit à la Stadsteekenacademie d'Amsterdam, où il se spécialise dans le dessin de modèles. Il fait des progrès rapides et en 1804, obtient le troisième prix, en 1805 le deuxième et en 1806 le premier prix. Inscrit en 1805 à l'académie de dessin de "Felix Meritis", société d'Amsterdam pour la promotion de l'art et de la science, il obtient l'année suivante deux médailles.
Pour subvenir à ses besoins, il travaille pendant un certain temps dans le bureau de commerce de son père, puis obtient la fonction de «concierge (directeur général)» de la mairie en 1805. Il habite la mairie sur la place du Dam et y a son atelier dans lequel il parvient à dessiner ou peindre avant et après ses heures de travail. Selon Jeronimo de Vries les jours de marché, il se rendait invariablement au marché aux bœufs toujours avec un cahier de dessin et un stylo à portée de main, pour observer le bétail.
En été, il va à Gelderland ou à Drenthe, pour esquisser des paysages ou peindre en plein air, ce qui était étonnamment moderne à l'époque. De nombreux exemples de ses études sur les animaux ont survécu, mais presque aucune de ses études de paysages. La vue de l'Oetewalerweg à Zeeburg, un dessin à l'aquarelle de 1805, et la Ferme près de Wolfheze, un dessin à l'huile lisse sur papier, ont survécu. Ce paysage sans ornement est un exemple rare de paysage à ciel ouvert du début du XIXe siècle.
À partir de 1807, il continue de pratiquer la peinture  avec la société de dessin "Without Law or Spell". Ce groupe était composé d'une dizaine de passionnés et d'artistes, tous originaires d'Amsterdam, qui se réunissent pour dessiner, parfois au domicile de Van Troostwijk. Comme modèles, ils choisissent des gens ordinaires, principalement des agriculteurs, des laitières, des bergers et des vendeurs de rue, des types folkloriques qui apparaissent souvent dans les vieilles peintures hollandaises. Les dessins de ces artistes sont reconnaissables par les poses calmes qui donnent aux personnages une sorte de dignité classique. Ils semblent souvent perdus dans leurs pensées et non présentés comme amusants, contrairement à ce que les autres artistes de l'époque aimaient faire. Van Troostwijk applique ce style dans un certain nombre d'esquisses à l'huile sur papier, tel que le petit tableau d'une paysanne, vu de dos, signé par le peintre avec "Martha Dec. 1808 ".
Vers 1807-1808, obligé de rester assis pendant un certain temps à la suite d'une brûlure au pied, il apprend à graver avec Anthonie van den Bosch et achète une presse à eau-forte. Ses premières gravures datent de 1808, y compris un paysage avec un berger qui boit et deux chiens endormis. Sur les douze gravures qu'il a finalement approuvées pour publication en série, la moitié est signée et datée de 1810. Il s'agit principalement de paysages de formats variés, avec des figures, des vaches et des moutons. 
Au cours des derniers jours du Royaume de Hollande, il reçoit la plus haute marque de reconnaissance officielle que les chercheurs ou les artistes pouvaient souhaiter à l'époque. Le 9 juillet 1810, il est nommé, comme son père deux ans plus tôt, membre de l'Académie royale néerlandaise des arts et des sciences. Il obtient un siège dans la quatrième classe, au sein de laquelle les plasticiens et les musiciens se sont unis. Cependant, lors de la réunion du 23 août, il a été décidé de reporter indéfiniment la nomination, en raison de l'annexion des Pays-Bas du Nord à l'empire français un mois et demi plus tôt.
Mais sa passion pour la peinture en extérieur s'avère fatale. Il travaille trop longtemps par une froide nuit d'automne, et souffre d'une une forte fièvre qui affecte bientôt ses facultés mentales. Le 20 septembre, il a repris connaissance, a vu le soleil briller à travers les rideaux fermés et a dit: «Oh! laissez-moi revoir cet air merveilleux! »Quelques heures plus tard, il meurt, à seulement 28 ans (De Vries, 245).

## Œuvre
Il admire les peintres néerlandais de l'âge d'or, en particulier Paulus Potter, Karel Dujardin et Adriaen van de Velde. Il connait leur travail, par les présentations auxquelles il assiste toutes les deux semaines avec la société d'amateurs d'art Arte et Amicitia. Son Paysage avec de gros arbres, des vaches et une fermière de 1808 et le Bouwhoeve en Gueldre (non daté) nous rappellent clairement le célèbre tableau La Hutte de 1671 de Van de Velde.
Seuls huit de ses tableaux sont exposés au public, mais il y a de nombreux dessins, croquis et études.
- Une grange sur la rive d'un ruisseau à Gelderland (1805-1810), huile sur toile, 52 × 163 cm, Rijksmuseum, Amsterdam[1]
- Bâtiment de ferme à Gelderland (1805-1810), huile sur toile, 45 × 40 cm, Rijksmuseum, Amsterdam[2]
- Le Raampoortje à Amsterdam (1809), huile sur toile, 57 × 48 cm, Rijksmuseum, Amsterdam[3]
- Paysage hollandais avec du bétail, huile sur toile, 63 × 51 cm, musée Boijmans Van Beuningen, Rotterdam[4]
- Paysage de Gueldre, huile sur carton, 44 × 33 cm, musée Boijmans Van Beuningen, Rotterdam[5]

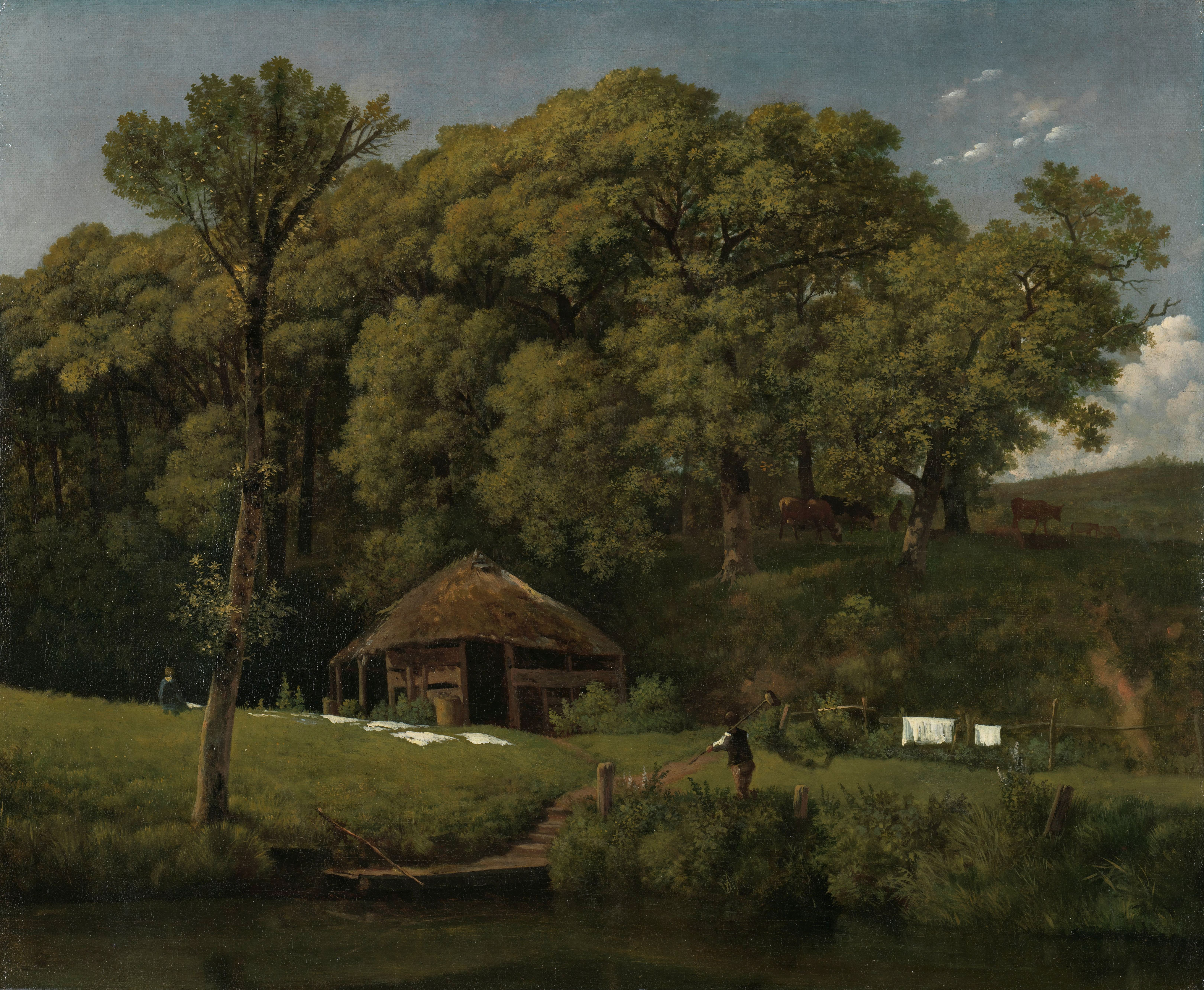
Une grange sur la rive d'un ruisseau (1805-1810) Rijksmuseum
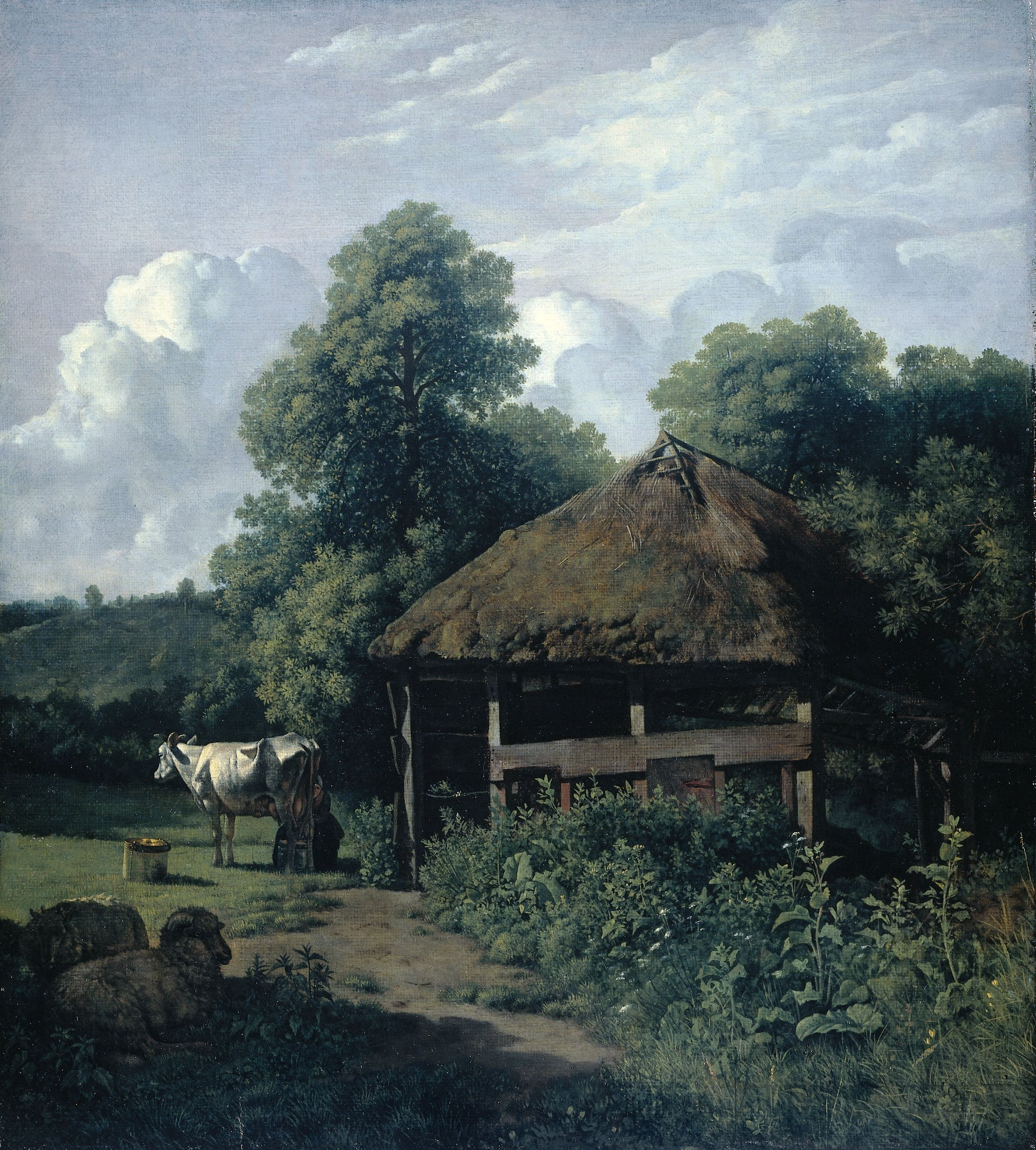
Bâtiment de ferme à Gelderland (1805-1810) Rijksmuseum, Amsterdam
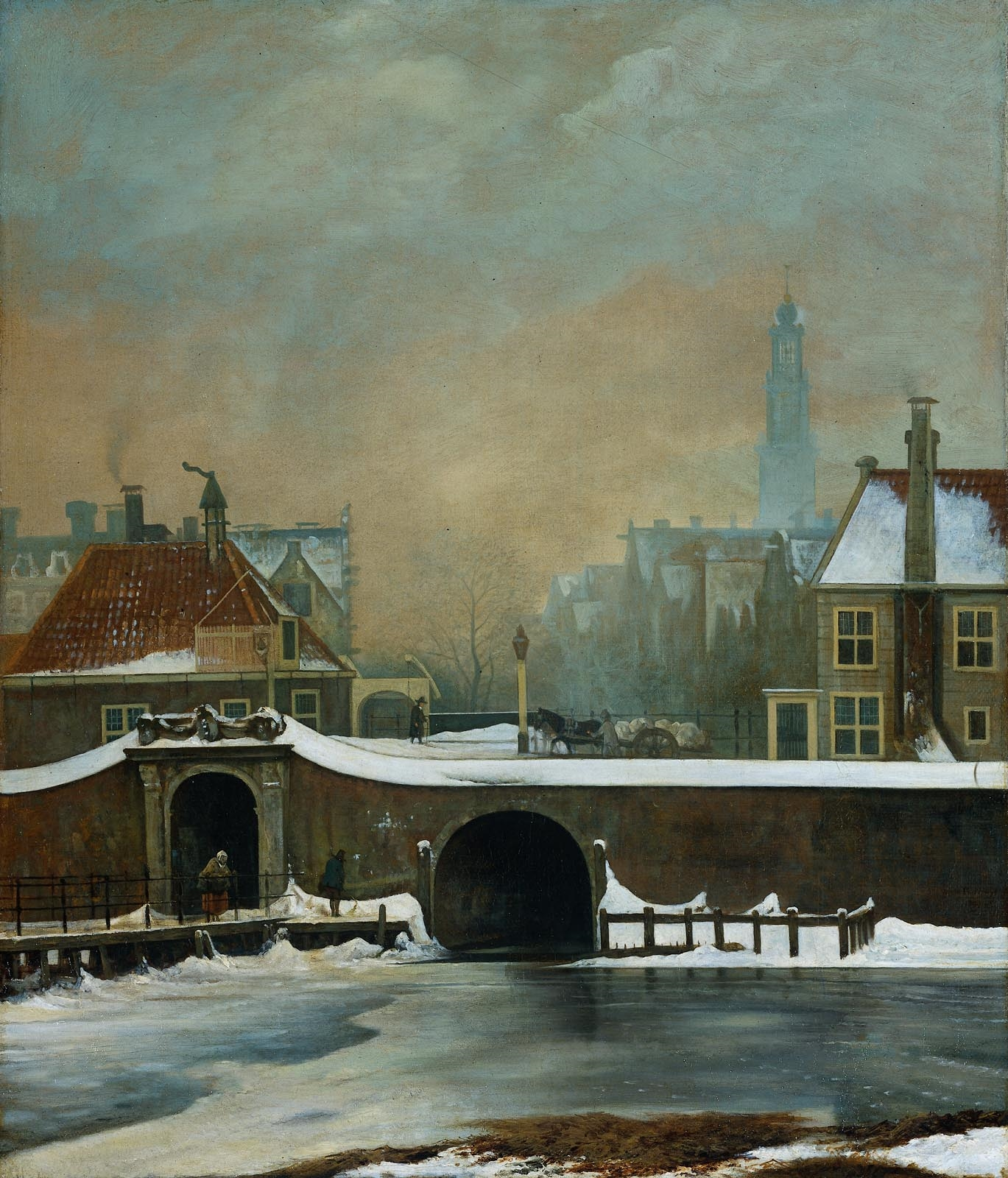
Le Raampoort à Amsterdam (1809) Rijksmuseum
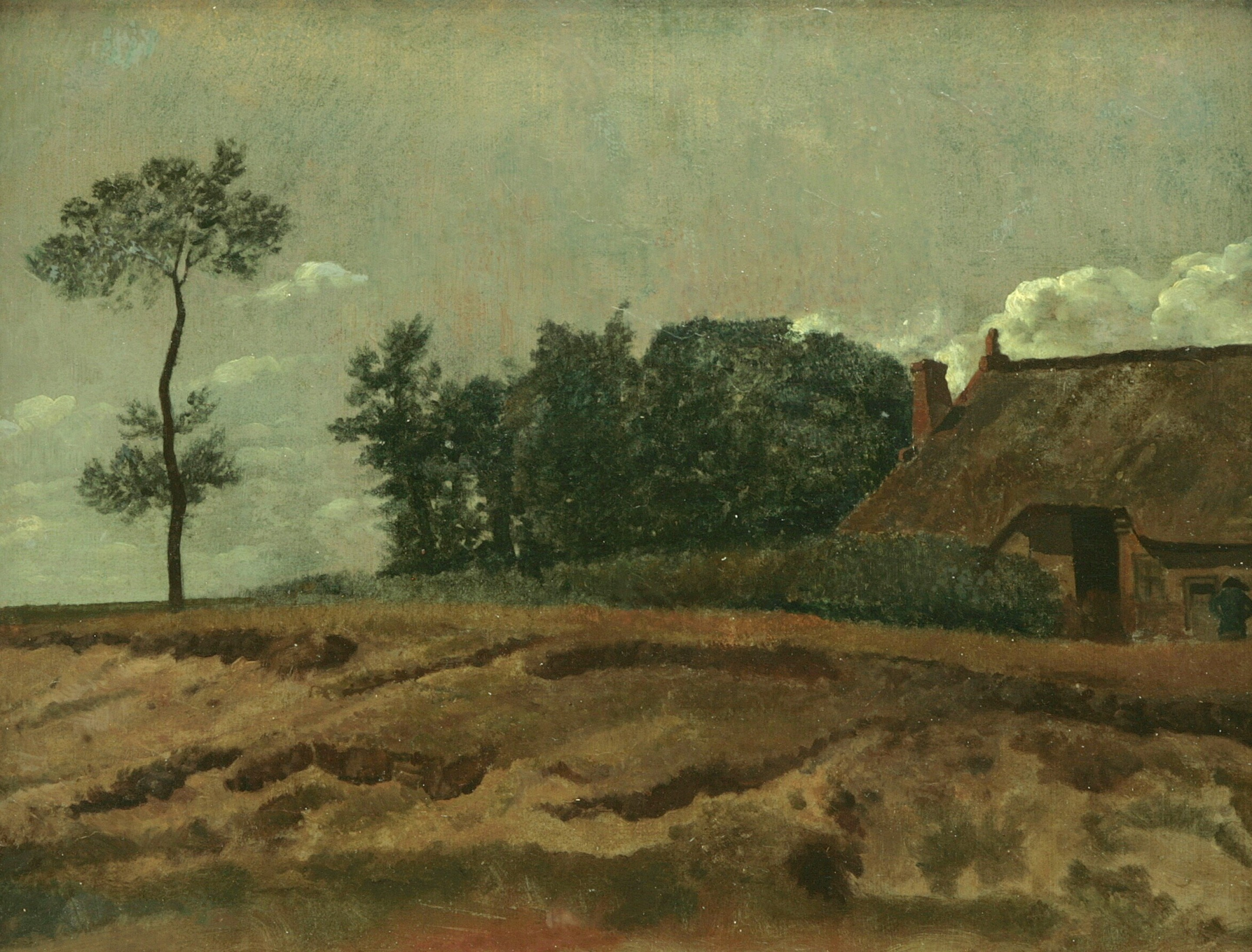
Paysage de Gueldre musée Boijmans Van Beuningen
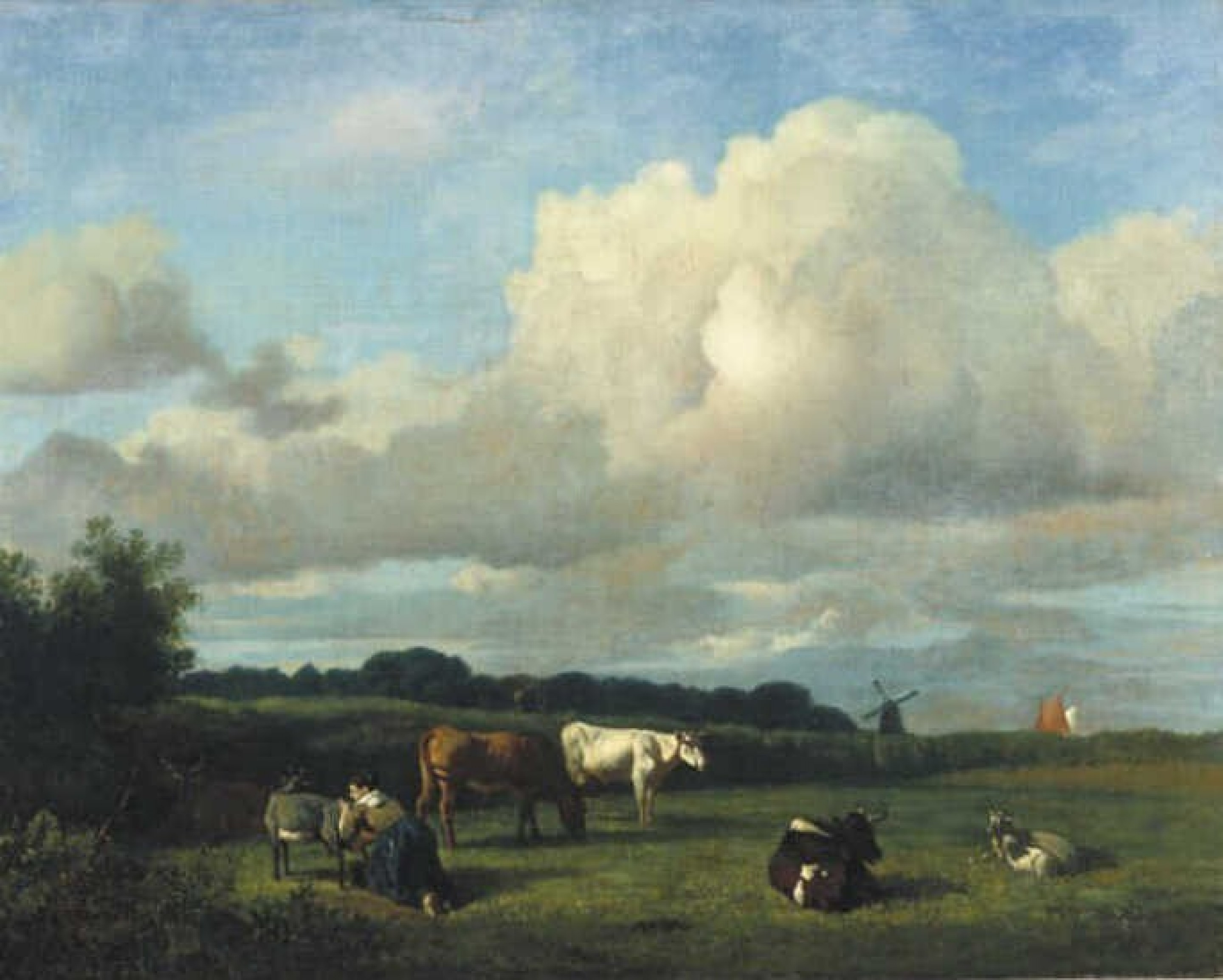
Paysage hollandais avec du bétail musée Boijmans Van Beuningen